# Pheidole mutisi
Pheidole mutisi  (лат.) — вид муравьёв рода Pheidole из подсемейства Myrmicinae (Formicidae), отличающийся очень длинными шипами заднегруди. Южная Америка (Колумбия, департамент Нариньо. Altaquer. Barbacoas. El Barro. Ñambí Natural Reserve, 1º18’N 78º05’W, на высоте 1200 м). Длина тела 2—3 мм. Член видовой группы P. diligens group. Крупные рабочие (солдаты): светло-коричневые, голова немного длиннее своей ширины, бока слегка выпуклые, затылок сильно выпуклый в середине, мезонотум слегка выступающий. Проподеальные шипы очень длинные, превосходящие длину петиоля. Голова, мандибулы, промезонотум, тазики, верхняя часть петиоля и постпетиоля и брюшка — гладкие и блестящие. Вид был описан в 2008 году колумбийским энтомологом Ф. Фернандесем (исп. Fernando Fernández) и американским мирмекологом Э. Уилсоном (англ. Edward O. Wilson) и назван в честь выдающегося испанского натуралиста XVIII века Хосе Селестино Мутиса (José Celestino Mutis; 1732—1808), первого исследователя муравьёв Нового Света.